# Campo Wasteberry
O Campo Wasteberry é um castro da Idade do Ferro situado perto da aldeia de Blackpool, a sudeste de Plympton, Devon, na Inglaterra. O forte está situado no topo de uma colina em Warren Wood a, aproximadamente, 90 m (300 ft) acima do nível do mar, com vista para o lago Silverbridge.